# Reprezentacja Szkocji w piłce siatkowej mężczyzn
Reprezentacja Szkocji w piłce siatkowej mężczyzn — reprezentacja narodowa w piłce siatkowej założona w 1970 roku, występująca na arenie międzynarodowej od 1970 roku, czyli od powstania Narodowego Związku Piłki Siatkowej. Od 1970 roku jest członkiem FIVB i CEV. Za jej funkcjonowanie odpowiedzialny jest Scottish Volleyball Association (SVA).

## Rozgrywki międzynarodowe
Mistrzostwa Europy:
- 1971 – 22. miejsce

Mistrzostwa Europy Małych Państw:
- 2000 -  2.
- 2002 -  3.
- 2004 - 4.
- 2007 - 6.
- 2009 - 6.
- 2011 - 4.
- 2013 -  2.
- 2015 -  3.
- 2017 - 5.
- 2019 -  1.